# جيف بويد
جيف بويد (بالإنجليزية: Jeff Boyd)‏ هو لاعب كرة القدم الكندية أمريكي، ولد في 17 أبريل 1958 في ريفرسايد في الولايات المتحدة.